# Ernest Toovey
Ernest "Ernie" Toovey (ur. 16 maja 1922 w Warwick, zm. 18 lipca 2012) – australijski krykiecista i baseballista, w czasie II wojny światowej członek załogi krążownika HMAS "Perth".

## Życiorys
Toovey wstąpił na ochotnika do Royal Australian Navy w 1941 i po ukończeniu treningu podstawowego w październiku tego roku rozpoczął służbę na HMAS "Perth". Na pokładzie "Perth" pracował w magazynie prochowym rufowej wieży "Y" z armatami 6-calowymi. Opuszczając tonący "Perth" 1 marca 1942 odniósł poważną ranę na prawej nodze. Wraz z około 70 innymi rozbitkami dopłynął do brzegu Jawy, gdzie został schwytany przez japońskich żołnierzy. W czasie wojny przebywał w szeregu obozów jenieckich, pracował między innymi w czasie budowy tzw. "Kolei Śmierci". Pod koniec 1943 jego noga została poważne zakażona, obozowy lekarz uważał, że tylko jej amputacja ocali życie Tooveya ale ten nie zgodził się twierdząc, że "obie nogi będą mu potrzebne kiedy będzie grał krykieta dla Queenslandu po wojnie" i odmówił operacji.
Po wojnie powrócił do Australii. Grał w reprezentacji Queenslandu 87 razy, grał także w reprezentacji Australii w baseballu ale kiedy drużyna Australii miała wyjechać na zawody w Stanach Zjednoczonych zrezygnował w wyjazdu nie chcąc opuszczać kraju.